# らい菌
らい菌（らいきん、癩菌、学名Mycobacterium leprae）は、ハンセン病の原因となる細菌である。分類上、結核菌と同様に抗酸菌に含まれる。1873年、ノルウェーのアルマウェル・ハンセンによって発見された。1880年にBacillus lepraeとして記載され、その後1896年にMycobacteriumに移されて現在に至っている。

## 細菌学的特長
細長い桿菌。
発見以来、これまでのところ人工培養の成功例はない。
ヌードマウスの足底およびアルマジロで増殖されることによって得られる。そのためハンセン病の治療薬の開発に困難をきたした。細胞内のみで増殖する偏性細胞内寄生体である。特に末梢神経細胞に親和性が高い。
結核菌では、機能している遺伝子の割合が90.8%であるのに対し、癩菌は49.5%と極端に少ない。そのため、生存と増殖を全面的に宿主細胞に依存している。
世代時間は約11日。霊長類に感染する。増殖すると葉巻タバコ状の配列を示す。また、球状の菌塊（らい球）を形成する。
抗酸菌染色で染色される。組織検査ではZiehl-Neelsen染色やFite染色が診断に活用されている。

## ゲノム
M. lepraeは倍加時間が長く、そのことが実験室での培養を難しくしていた。
1998年、M. leprae株の最初のゲノム配列決定が完了した。ついで、インドのタミル·ナードゥ州で単離された株のゲノム配列決定も2013年に完了した。この配列は、選択されたコスミド、および全ゲノムのショットガンクローンのDNA配列解析を採用したアプローチの組み合わせで得られた。
結果、全ゲノム配列は3,268,203塩基対(bp)、平均GC含有量が57.8%であった。これは結核菌ゲノムが4,441,529 bpおよび平均GC含有量65.6%であるの比べてはるかに低い値である。
M. lepraeと結核菌（M. tuberculosis ）のゲノム配列を比較することで、倍加時間が長い性質について明確な説明が提供され、縮小進化の極端な事例が明らかになった。全ゲノムで機能的遺伝子が含まれるゲノム領域は半分以下だったのである。遺伝子の欠失により、シデロホア生産、酸化の一部、微好気性および嫌気性呼吸鎖、多数の異化作用システムとその制御系にかかわる多くの重要な代謝機能を失っていた。